# Listă de comune din raionul Telenești
Această listă conține comunele din raionul Telenești, Republica Moldova, cu satele din componența lor. Celulele gri indică localitățile consemnate ca „sat (comună)” în Legea privind organizarea administrativ-teritorială a Republicii Moldova.
| Comuna          | Satul de reședință | Sate componente |
| --------------- | ------------------ | --------------- |
| Bănești         | Bănești            | Bănești         |
| Bănești         | Bănești            | Băneștii Noi    |
| —               | —                  | Bogzești        |
| Brînzenii Noi   | Brînzenii Noi      | Brînzenii Noi   |
| Brînzenii Noi   | Brînzenii Noi      | Brînzenii Vechi |
| —               | —                  | Budăi           |
| Căzănești       | Căzănești          | Căzănești       |
| Căzănești       | Căzănești          | Vadul-Leca      |
| Căzănești       | Căzănești          | Vadul-Leca Nou  |
| —               | —                  | Chiștelnița     |
| Chițcanii Vechi | Chițcanii Vechi    | Chițcanii Noi   |
| Chițcanii Vechi | Chițcanii Vechi    | Chițcanii Vechi |
| —               | —                  | Ciulucani       |
| —               | —                  | Cîșla           |
| —               | —                  | Codrul Nou      |
| —               | —                  | Coropceni       |
| —               | —                  | Crăsnășeni      |
| Ghiliceni       | Ghiliceni          | Cucioaia        |
| Ghiliceni       | Ghiliceni          | Cucioaia Nouă   |
| Ghiliceni       | Ghiliceni          | Ghiliceni       |
| —               | —                  | Hirișeni        |
| —               | —                  | Inești          |
| —               | —                  | Leușeni         |
| Mîndrești       | Mîndrești          | Codru           |
| Mîndrești       | Mîndrești          | Mîndrești       |
| Negureni        | Negureni           | Chersac         |
| Negureni        | Negureni           | Dobrușa         |
| Negureni        | Negureni           | Negureni        |
| —               | —                  | Nucăreni        |
| —               | —                  | Ordășei         |
| Pistruieni      | Pistruieni         | Hîrtop          |
| Pistruieni      | Pistruieni         | Pistruieni      |
| Pistruieni      | Pistruieni         | Pistruienii Noi |
| Ratuș           | Ratuș              | Mîndra          |
| Ratuș           | Ratuș              | Ratuș           |
| Ratuș           | Ratuș              | Sărătenii Noi   |
| Ratuș           | Ratuș              | Zăicani         |
| Ratuș           | Ratuș              | Zăicanii Noi    |
| Sărătenii Vechi | Sărătenii Vechi    | Sărătenii Vechi |
| Sărătenii Vechi | Sărătenii Vechi    | Zahareuca       |
| —               | —                  | Scorțeni        |
| Suhuluceni      | Suhuluceni         | Ghermănești     |
| Suhuluceni      | Suhuluceni         | Suhuluceni      |
| Tîrșiței        | Tîrșiței           | Flutura         |
| Tîrșiței        | Tîrșiței           | Tîrșiței        |
| —               | —                  | Țînțăreni       |
| —               | —                  | Văsieni         |
| —               | —                  | Verejeni        |
| Zgărdești       | Zgărdești          | Bondareuca      |
| Zgărdești       | Zgărdești          | Ciofu           |
| Zgărdești       | Zgărdești          | Zgărdești       |